# Boaz Kramer
Pour les articles homonymes, voir Kramer.
Boaz Kramer (en hébreu : בועז קרמר) est un joueur israélien de tennis en fauteuil roulant, né le 12 janvier 1978. Il décroche une médaille d'argent aux Jeux paralympiques d'été de 2008 à Pékin.

## Biographie

### Jeunesse et vie privée
Kramer naît avec une paralysie partielle du bras gauche et des deux jambes. À l'âge de cinq ans, il commence à pratiquer le handisport au Centre israélien de sport pour les handicapés (en). Il joue au basket-ball en fauteuil roulant et au tennis en fauteuil roulant. Il participe à des compétitions internationales de tennis.
Kramer étudie la médecine à l'université de Tel-Aviv.
Il épouse Shirley Faitelson en 2008. Il est père de trois enfants : Rommy, Suf et Ophri.

### Carrière sportive
En 2012, Kramer est classé 9e meilleur joueur mondial de tennis en fauteuil roulant.
Le Comité paralympique israélien choisit Kramer comme partenaire de Shraga Weinberg pour l'épreuve du double quad aux Jeux paralympiques d'été de 2008 à Pékin, où ils remportent une médaille d'argent. Il participe aussi à l'épreuve du simple quad, mais il est éliminé par le no 3 mondial Nicholas Taylor.
En 2012, Kramer remporte la Coupe du monde de tennis en fauteuil roulant par équipes avec Shraga Weinberg et Noam Gershony.
Aux Jeux paralympiques d'été de 2012 à Londres, Kramer est battu en quarts de finale par le no 1 mondial David Wagner.
En 2011, Kramer devient directeur général du Centre israélien de sport pour les handicapés, une des initiatives de handisport les plus abouties du monde.
En 2012, le magazine Globes classe Kramer parmi les quarante jeunes présidents-directeurs généraux israéliens les plus remarquables.